# Sourbawol
Sourbawol (ou Sourbaol) est une localité du Cameroun située dans l'arrondissement de Bogo, le département du Diamaré et la région de l’Extrême-Nord. Elle fait partie du lawanat de Bogo-Nord.

## Population
En 1975, la localité comptait 80 habitants, 69 Peuls et 11 Massa.
Lors du recensement de 2005, on y a dénombré 165 personnes, dont 84 hommes et 81 femmes.